# Christoph Bartholomäus Anton Migazzi
Christoph Bartholomäus Anton Migazzi von Waal und Sonnenthurn (né le 20 octobre 1714 à Trente et mort le 14 avril 1803 à Vienne) est un cardinal autrichien du XVIIIe siècle et du début du XIXe siècle.

## Biographie
Christoph (ou Cristoforo selon sa langue maternelle italienne) Migazzi est chanoine à Brescia et à Trente. Il est nommé par le pape archevêque in partibus de Carthage et coadjuteur de Malines en 1751. Il est transféré au diocèse de Vác en 1756 et promu à l'archidiocèse de Vienne (Autriche) en 1757.
Le pape Clément XIII le crée cardinal au consistoire du 23 novembre 1761. Le cardinal Migazzi participe au conclave de 1769 à l'issue duquel Clément XIV est élu, au conclave de 1774-1775 (élection de Pie VI), mais ne participe pas à celui de 1799-1800 (élection de Pie VII). Il résigne l'administration de Vác en 1786, à cause des disputes avec Joseph II d'Autriche.
Il meurt le 14 avril 1803 après un cardinalat de 41 ans et 142 jours, de novembre 1761 à avril 1803.

## Sources
- (en) « Christoph Anton Migazzi », sur Catholic Encyclopedia (consulté le 9 juin 2014)
- (en) « The Cardinals of the Holy Roman Church, Christoph Anton Migazzi », sur Florida International University (consulté le 9 juin 2014)